# Оклагија фест
Оклагија фест је гастрономска манифестација која се одржава од 2010. године у месту Радојево, у организацији Удружења жена.Ова манифестација је такмичарског типа,а учесници на лицу места праве и развијају теста за супу, коре и остале врсте теста оклагијама, на традиционални начин. Такмичење траје целога дана, жири оцењује и дели награде, а након тога следи вечера и дегустација.